# Tamopsis facialis
Espèce
Synonymes
- Tamopsis triangularis Baehr & Baehr, 1993

Tamopsis facialis est une espèce d'araignées aranéomorphes de la famille des Hersiliidae.

## Distribution
Cette espèce est endémique d'Australie. Elle se rencontre en Australie-Occidentale, en Australie-Méridionale et en Nouvelle-Galles du Sud.

## Description
Les mâles mesurent de 3,3 à 3,95 mm et les femelles de 5,6 à 5,95 mm.

## Taxinomie
Cette espèce a été décrite depuis des mâles d'Australie-Occidentale, les femelles de Nouvelle-Galles du Sud étant décrites sous le nom Tamopsis triangularis. En 1998, Baehr et Baehr découvrent mâles et femelles ensemble en Australie-Méridionale et synonymisent les deux espèces.

## Publication originale
- Baehr & Baehr, 1993 : New species and new records of Hersiliidae from Australia, with an updated key to all Australian species (Arachnida: Araneae: Hersiliidae): Fourth supplement to the revision of the Australian Hersiliidae. Records of the Western Australian Museum, vol. 16, no 3, p. 347-391 (texte intégral).